# ASD Nocerina 1910
ASD Nocerina 1910 is een Italiaanse voetbalclub uit Nocera Inferiore. De club werd opgericht in 1910 als ASG Nocerina 1910.
De club won de Serie C in 1947 en 1978. In 2011 won Nocerina de Lega Pro Prima Divisione B en promoveerde voor de derde maal naar de Serie B waar het direct weer uit degradeerde. 
Op 10 november 2013 speelde Nocerina de derby tegen Salernitana. De wedstrijd begon pas 40 minuten later omdat spelers van Nocerina weigerden te spelen vanwege bedreigingen door eigen fans. Toen de wedstrijd begon moesten drie spelers binnen een paar minuten gewisseld worden vanwege blessures. Hierna vielen nog vijf spelers uit waardoor de wedstrijd na 21 minuten gestaakt werd. Een onderzoek van de Italiaanse bond bevond Nocerina schuldig aan sportieve fraude omdat alle blessures niet echt waren. De club werd tot een boete van 10.000 euro veroordeeld en werd op 29 januari 2014 uit de competitie genomen. De club werd voor het nieuwe seizoen teruggezet naar de Eccellenza, het laagste Italiaanse niveau, maar hield op te bestaan. 
In 2015 werd de club onder de huidige naam heropgericht. In 2019 promoveerde de club naar de Serie D.

## Externe link

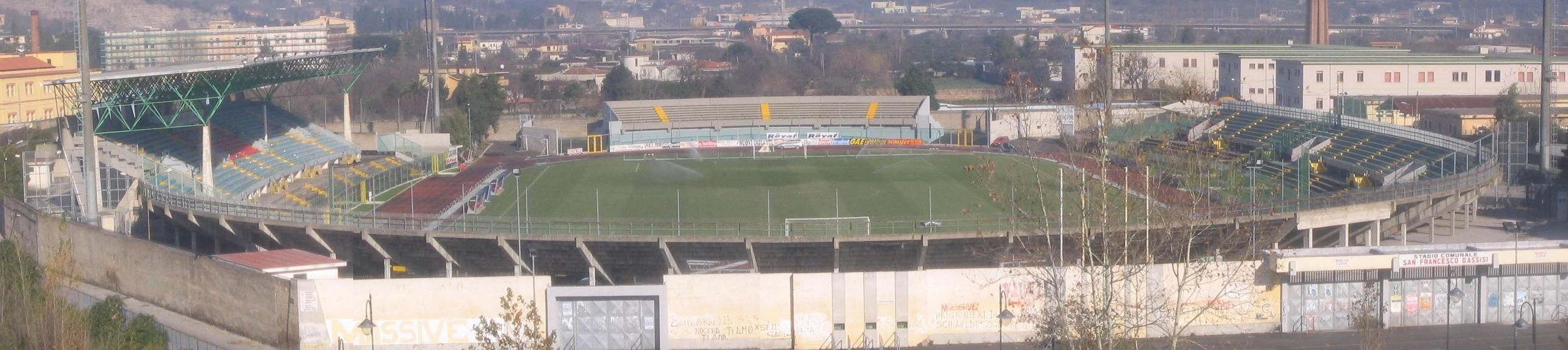
Het Stadio San Francesco d'Assisi

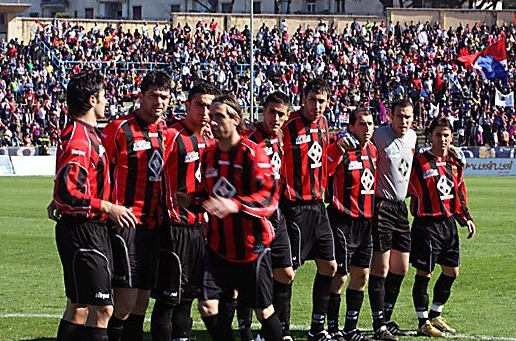
Team uit het seizoen 2007-2008